# Meteora

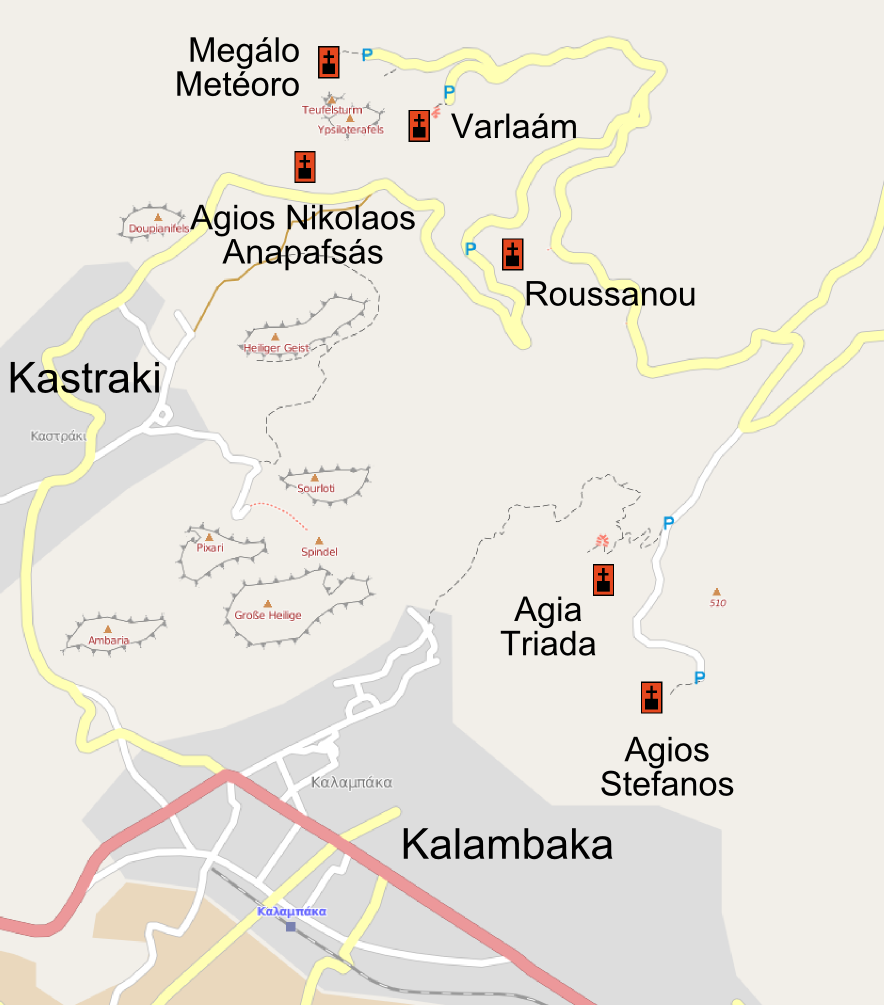
Meteora – rozmístění klášterů

Meteora jsou monastýry na vrcholcích slepencových skal v oblasti Thesálie v Řecku, poblíž města Kalambaka.
První lidé osídlili skály v místě dnešní Meteory až v průběhu byzantského období. Mniši a poustevníci se tu začali usazovat až od 11. století, ale teprve o tři století později začaly vznikat první byzantské monastýry (správný český výraz pro klášter východní [tj. pravoslavné čili ortodoxní] a Řeckokatolické církve).
Nejdříve byl postaven monastýr Metamorfosis, založený v roce 1356 mnichem Athanasiem z poloostrova Athos, na skále ve výšce 534 metry nad mořem. Monastýr byl nazván Megalon (Velký) Meteoro (vznášející se – podle dojmu, že se vznáší vysoko nad zemí). Podle něj pak se množné číslo „meteora“ začalo používat pro všechny zdejší monastýry, jichž mezi 15. a 16. stoletím vzniklo celkem 24. Výstavba klášterů byla velmi náročná. Stavební materiál a všechno potřebné zařízení mniši vynášeli na zádech pomocí košů, rumpálů; jediným strojem, který jim práci usnadňoval, byla kladka. Mnohem později, i v souvislosti s turistickým ruchem, byla vystavěna schodiště a kamenné žebříky. Monastýry byly vyzdobeny nádhernými ikonami, mimo jiné i od Theofana Krétského,a zařízeny drahocenným vyřezávaným nábytkem.
Úpadek monastýrů začal od 18. století, mnozí církevní hodnostáři kláštery opustili a přesídlili do mnišské republiky Athos. Dnes je trvale obydleno řeholníky pouze pět monastýrů. Mniši mají kromě svých denních povinností na starosti i péči o vzácné historické památky, ikony a starobylý mobiliář. Další dva monastýry jsou určeny k modlitbám.
Dnes jsou Meteora oblíbeným cílem turistických výletů, součástí prohlídky s odborným výkladem jsou především mužský monastýr Varlaam a ženský monastýr Rousanos.
V roce 1988 byly monastýry Meteora zapsány na Seznam světového dědictví UNESCO.
V roce 1995 schválil řecký parlament zákon 2351/1995, kterým Meteoru prohlásil za "místo svaté, nezměnitelné a nedotknutelné".